# دلشاد خاتون
دلشاد خاتون ( (بالفارسية: دلشاد خاتون) (توفيت 752هـ/ 27 ديسمبر 1351م) هي دلشاد بنت دمشق خواجة بن جوبان، زوجة الالخان أبو سعيد بهادر خان، وبعد مقتله تزوجها حسن بزرك أول حكام الدولة الجلائرية، وصفت من قبل المؤرخين بأنها كانت ذات حظوة عظيمة لدى زوجها الثاني الشيخ حسن، شاركته في حكم البلاد، ومن أولادها الشيخ أويس الذي خلف اباه حسن في الحكم.